# Nigerianische Botschaft in Berlin

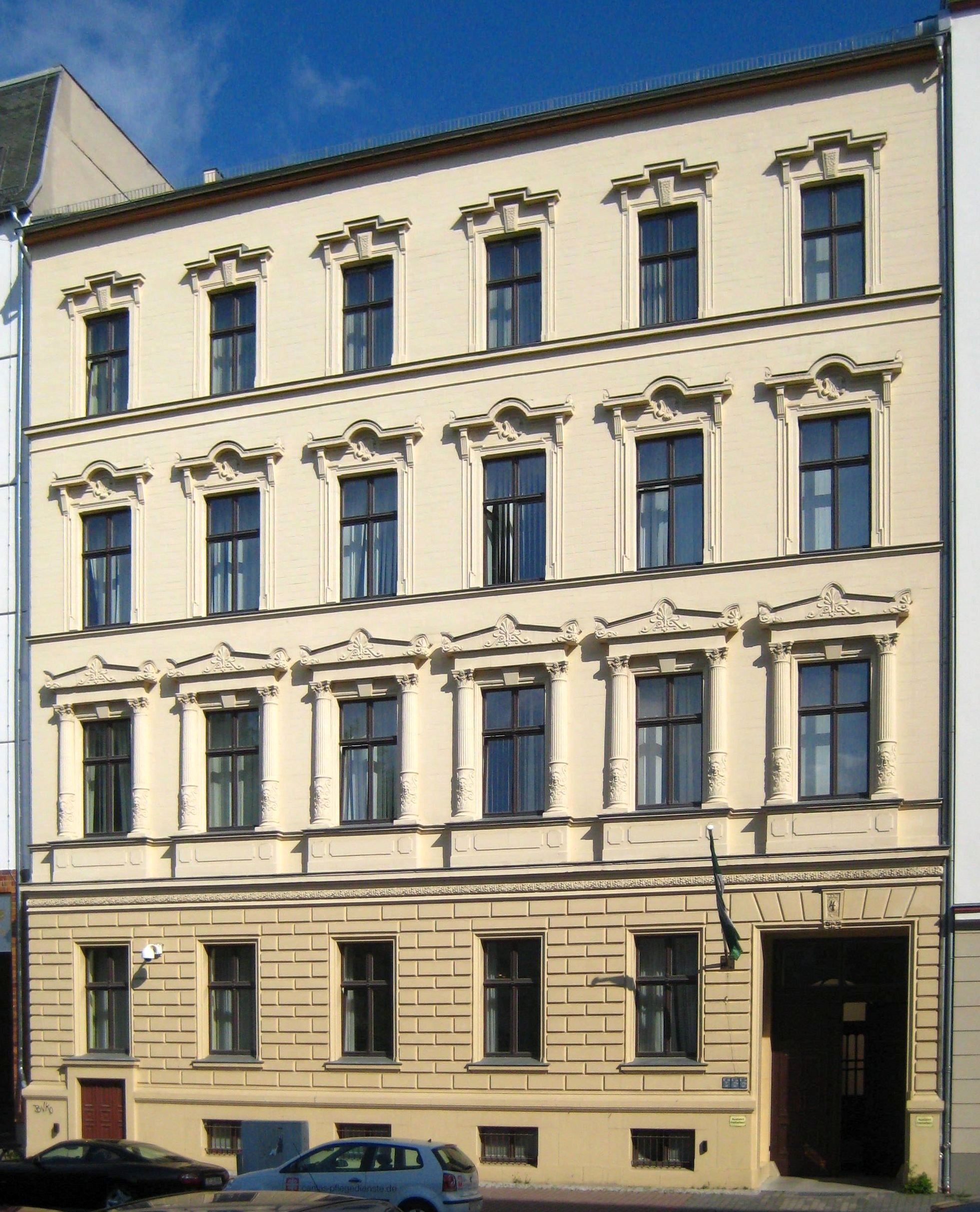
Botschaftsgebäude in Berlin

Die nigerianische Botschaft in Berlin ist die offizielle diplomatische Vertretung Nigerias in Deutschland. Sie befindet sich in der Neuen Jakobstraße 4 im Berliner Ortsteil Mitte des gleichnamigen Bezirks.

## Geschichte
Nigeria unterhielt seit 1961 eine Botschaft in Bonn, der ehemaligen Hauptstadt der Bundesrepublik Deutschland. Sie befand sich am dortigen Goldbergweg 13.
Für die Botschaft Nigerias in Ost-Berlin als Vertretung in der DDR wurde erst 1982 ein Botschafter bestellt. Die Botschaft befand sich in der Platanenstraße 98a in Niederschönhausen in einem aus den 1970er Jahren stammenden Plattenbau vom Typ Magdeburg. Er diente nach der deutschen Wiedervereinigung dem nigerianischen Staat als Botschaftsgebäude bis zum Umzug in das neu eingerichtete Botschaftsgebäude in Berlin-Mitte im Jahr 2002.
Im Rahmen der Flüchtlingsproteste im Jahr 2012 drangen während einer Demonstration am 15. Oktober 2012 etwa 20 Menschen in die Botschaft ein, um diese zu besetzen. Mit der Aktion sollte gegen die Abschiebepraxis Deutschlands protestiert werden, die laut den Demonstranten von der nigerianischen Botschaft in besonderem Maße aktiv unterstützt würde. Dabei kam es zu mehreren Festnahmen und Pfefferspray-Einsatz durch die Polizei. Einige Tage später wurde das Gebäude mit Farbflaschen beworfen, wonach der Staatsschutz Ermittlungen aufnahm.

## Architektur
Das Botschaftsgebäude Nigerias befindet sich in einem restaurierten verputzten Altbau in der Neuen Jakobstraße 4 in Berlin-Mitte. Das als typisches Berliner Mietshaus genutzte und seit dem 21. Jahrhundert unter Denkmalschutz stehende Gebäude wurde 1874 erbaut, der Architekt ist unbekannt. Es entstand im Rahmen der historischen Bebauung der Luisenstadt nach dem Plan von Schulze-Delitzsch und wurde im Gegensatz zu einem Großteil des Viertels im Zweiten Weltkrieg nicht zerstört.
Das viergeschossige Haus besteht aus einem abgesetzten Gebäudesockel und den im spätklassizistischen Stil gehaltenen Obergeschossen. Die Fenster der Obergeschosse sind reich verziert. Dabei sind die Fenster des ersten Obergeschosses, der Beletage, von korinthischen Halbsäulen und einer komplexen Verdachung eingefasst, die Verzierungen werden nach oben hin schlichter. Die Fassade des Erdgeschosses ist dagegen backsteinartig rustiziert. Im Erdgeschoss führt ein seitlicher Eingang in das Innere des Gebäudes sowie in den Innenhof. Rosetten schmücken den Eingangsbereich.